# Château du Piagnaro
Le château de Piagnaro (en italien : Castello del Piagnaro), est une ancienne fortification médiévale située dans la commune de  Pontremoli, dans la province de Massa-Carrara en Toscane,.
Il est situé sur une colline dominant le village, dans la région historique de la Lunigiana Il a appartenu à l'une des branches de la Malaspina dello Spino Fiorito.

## Historique
Le château faisait partie intégrante du système défensif de la ville, avec les murailless et les tours qui défendaient le village médiéval, qui s'est développé le long de la Via Francigena. Construit au début du XIe siècle, il a connu de nombreuses reconstructions au fil des siècles, notamment aux XVIIe et XVIIIe siècles. Aujourd'hui, une partie du château abrite le Musée des stèles de Lunigiana  et fait partie de l'Associazione dei Castelli del Ducato di Parma, Piacenza e Pontremoli (it).
Le château de Piagnaro avait des fonctions de défense et de contrôle des voies de communication vers les Apennins, dont la Via Francigena. Son nom, "Piagnaro", dérive du "piagne", dalles de grès utilisées en Lunigiana pour construire les toits des maisons. Le château primitif a été construit par la volonté de la famille Adalberti d'origine lombarde. Détruit à plusieurs reprises par les troupes impériales et par les habitants de Pontremoli eux-mêmes en raison de discordes internes, il fut toujours reconstruit en raison de sa position stratégique pour le trafic commercial médiéval. La structure primitive de la forteresse a donc subi de profonds changements au fil des siècles : en 1329 il subit sa première destruction aux mains des Guelfes et Gibelins, alliés contre le vicaire détesté de Louis de Bavière.

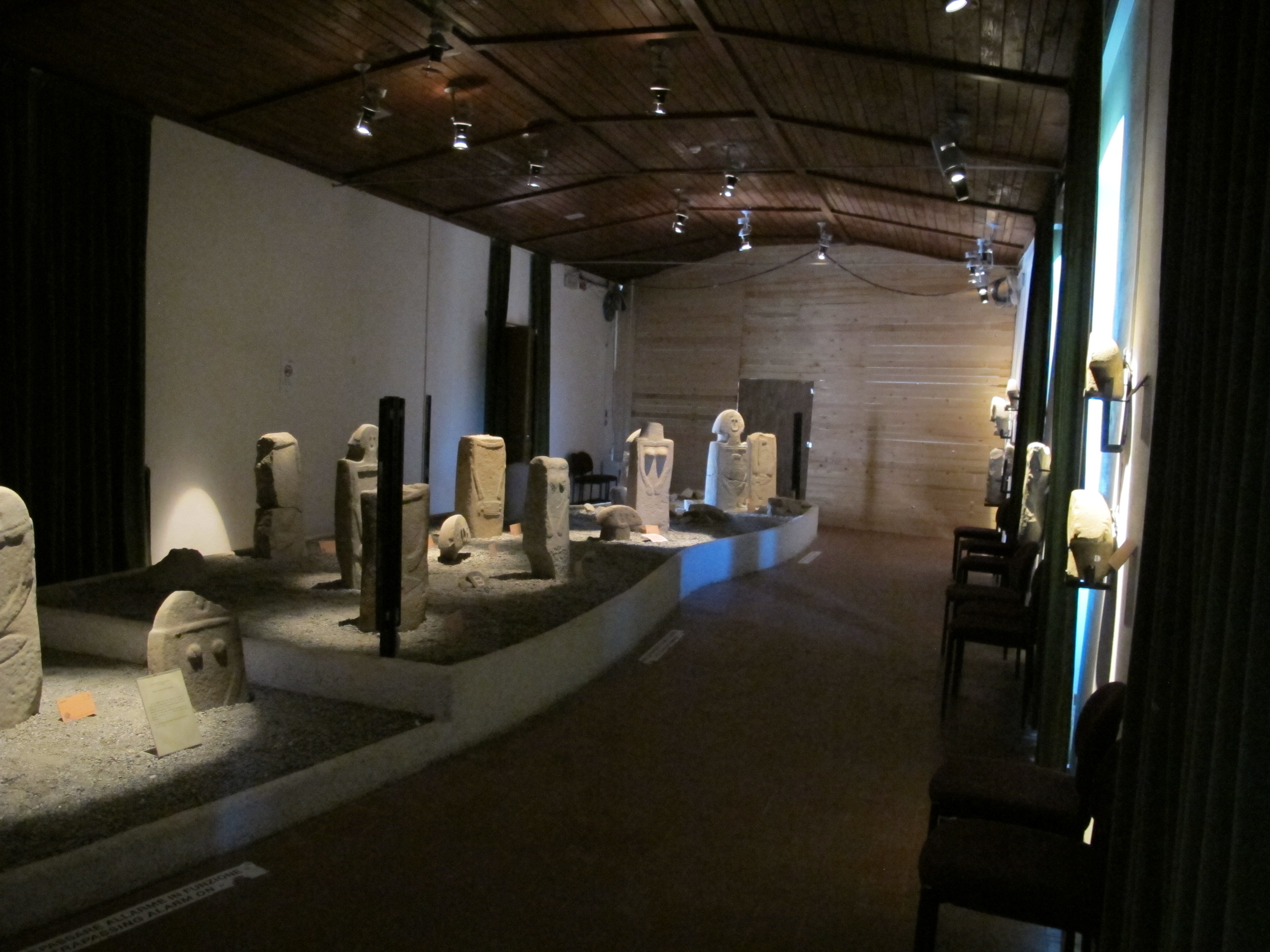
Musée des Stèles de Lunigiana

Au cours des siècles suivants, il subit d'autres attaques avec des reconstructions conséquentes, accompagnées de restaurations, rénovations et mises à jour de la structure défensive. Le château fut cependant utilisé à des fins militaires jusqu'en 1790 , année où le grand-duc de Toscane Léopold II livra le dernier canon à la municipalité pour faire fondre le bronze et créer la cloche civique. Dans les années suivantes, il fut utilisé comme siège des gouverneurs militaires et de nouveau comme caserne jusqu'aux premières années du royaume d'Italie, donc jusqu'à la seconde moitié du XIXe siècle, après quoi il fut utilisé comme résidence pour les familles pauvres. Au début du XXe siècle, il était donc considéré comme une sorte de ghetto, évité par la majorité de la population.
Depuis 1975, les salles de la partie inférieure du château abritent le Musée des stèles de Lunigiana. De plus, à l'occasion de l'ouverture du musée, le château a été entièrement restauré à l'intérieur et à l'extérieur.

## Description
La partie la plus ancienne visible aujourd'hui est la tour semi-circulaire du XVe siècle située au nord, tandis que la partie médiane est le résultat d'une rénovation réalisée aux XVIIe et XVIIIe siècles. Ce corps contient l'entrée actuelle du château et, à l'arrière, une vaste cour avec un ancien puits ; de là, un escalier mène à la terrasse qui surplombe la vallée et la ville de Pontremoli. Un deuxième bâtiment plus tardif, situé plus bas sur la colline, comprend des bâtiments à l'aspect typique de caserne, utilisés pour le logement des troupes.

## Galerie

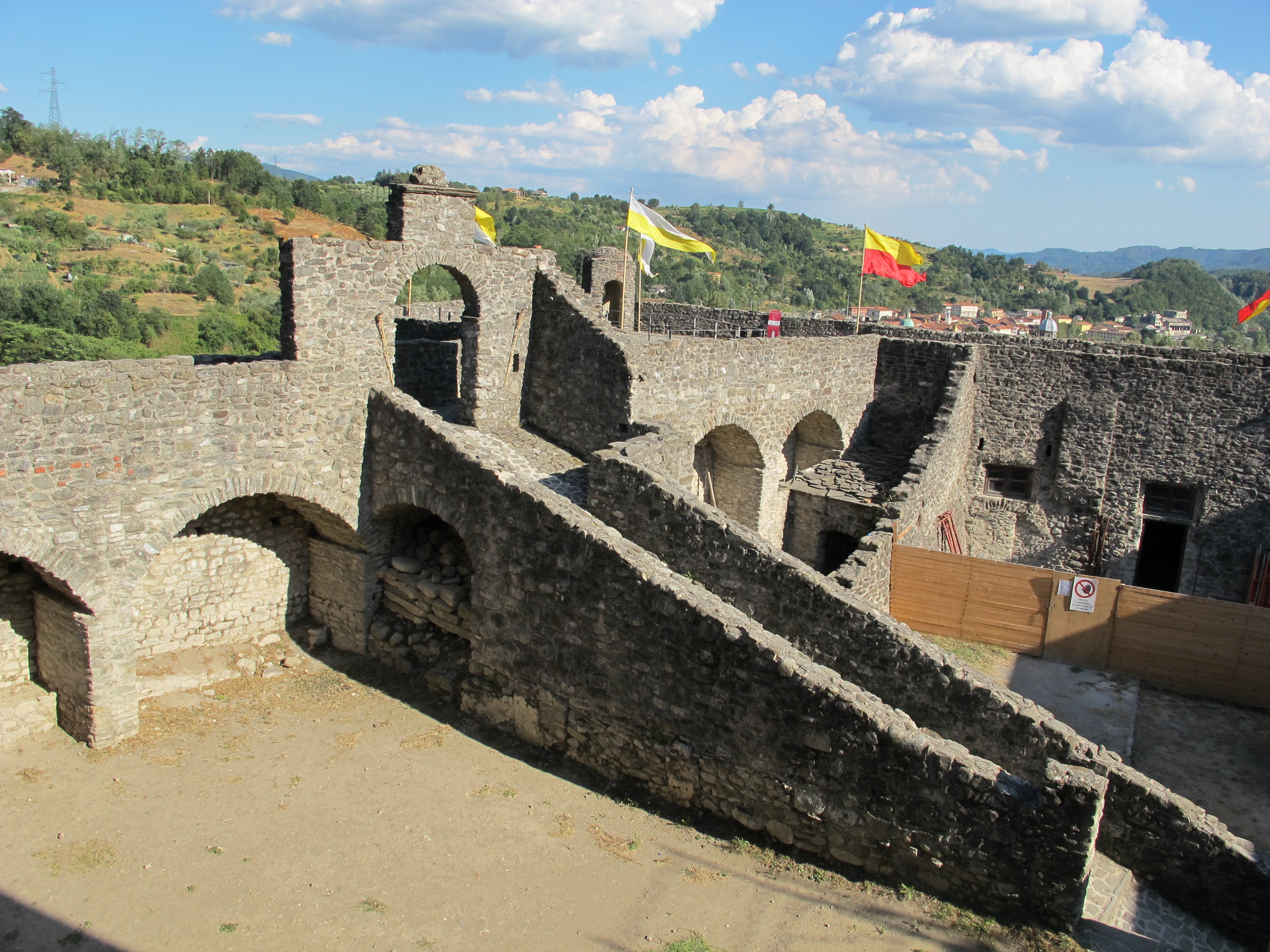
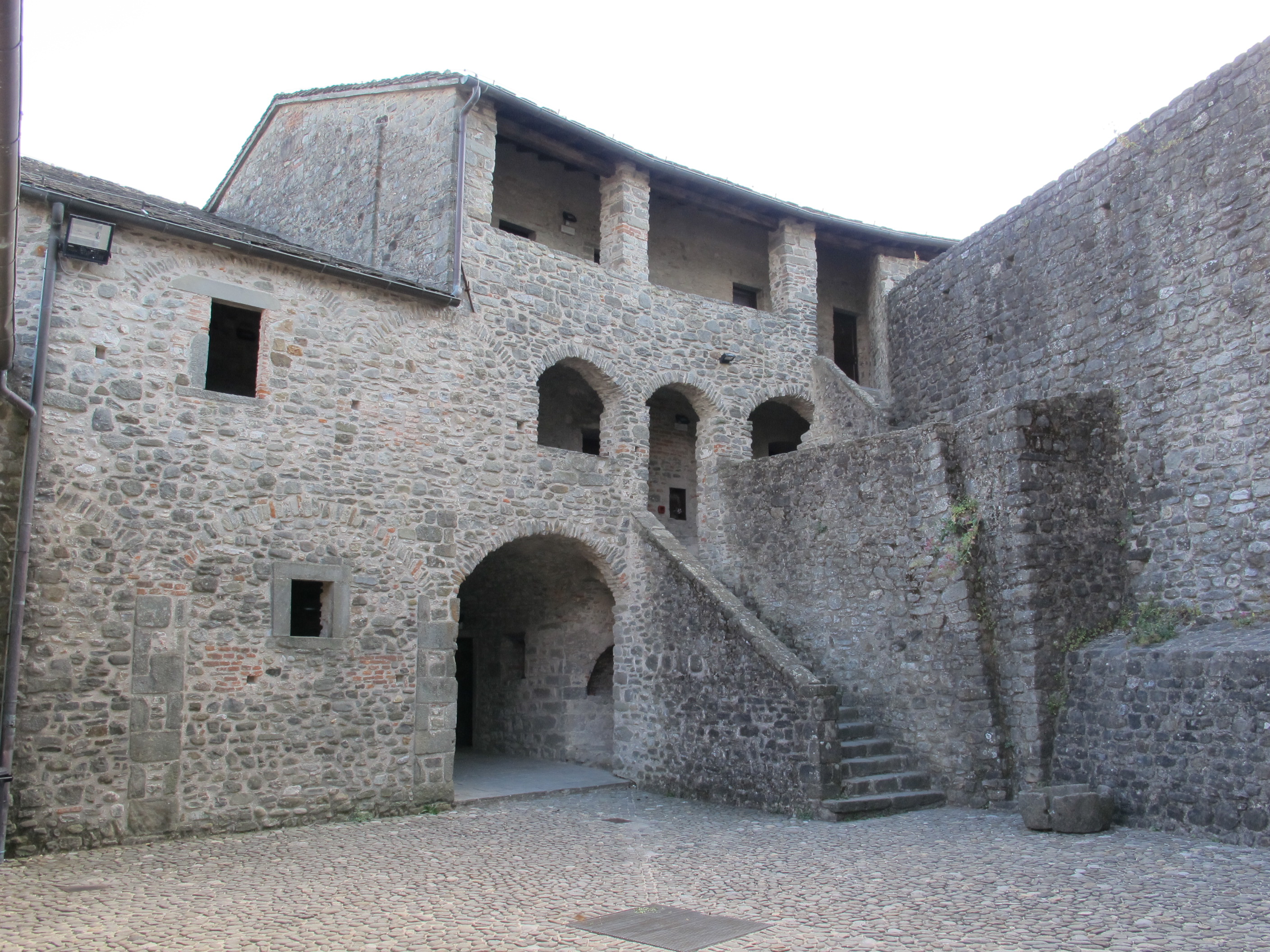
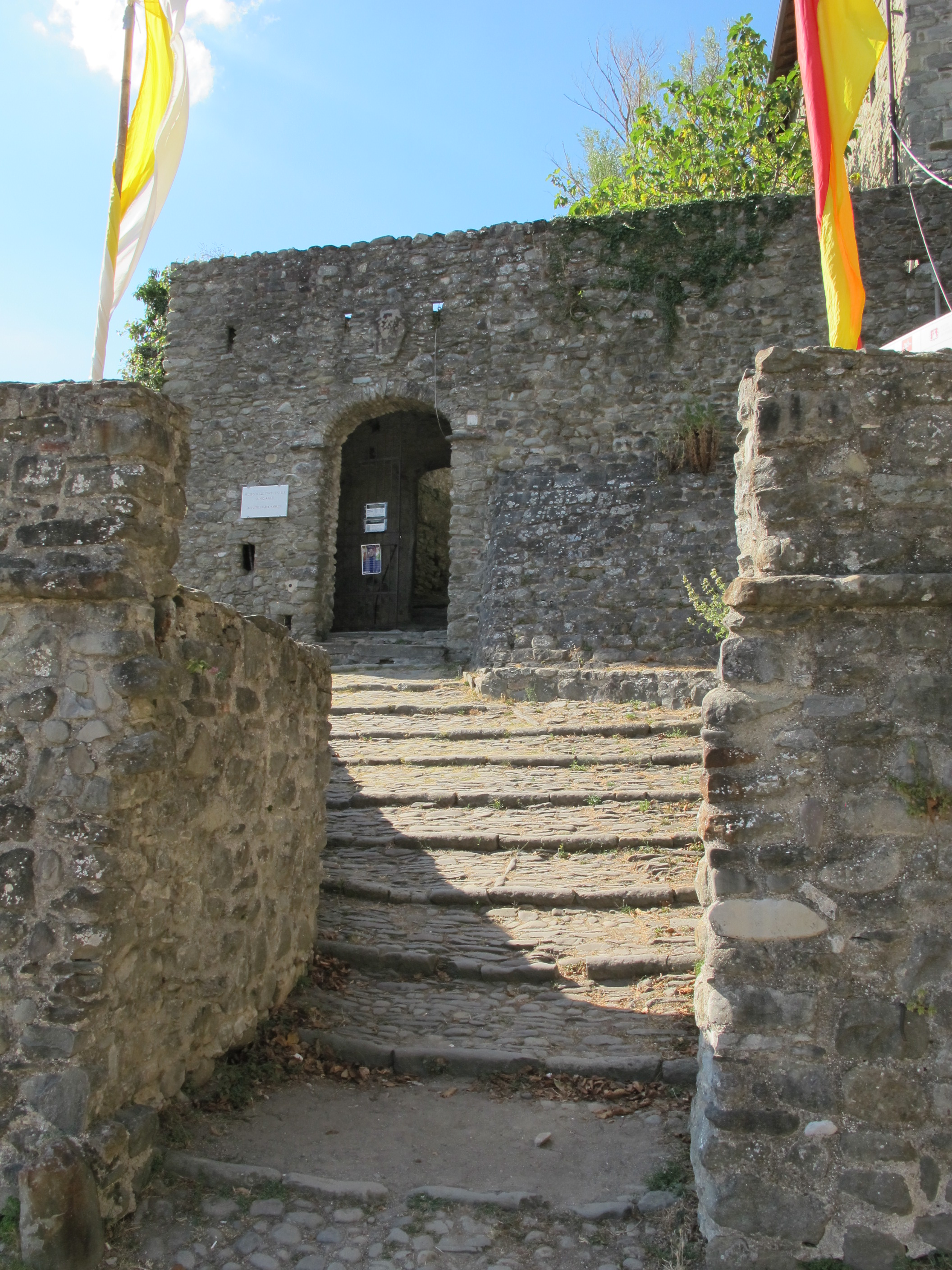
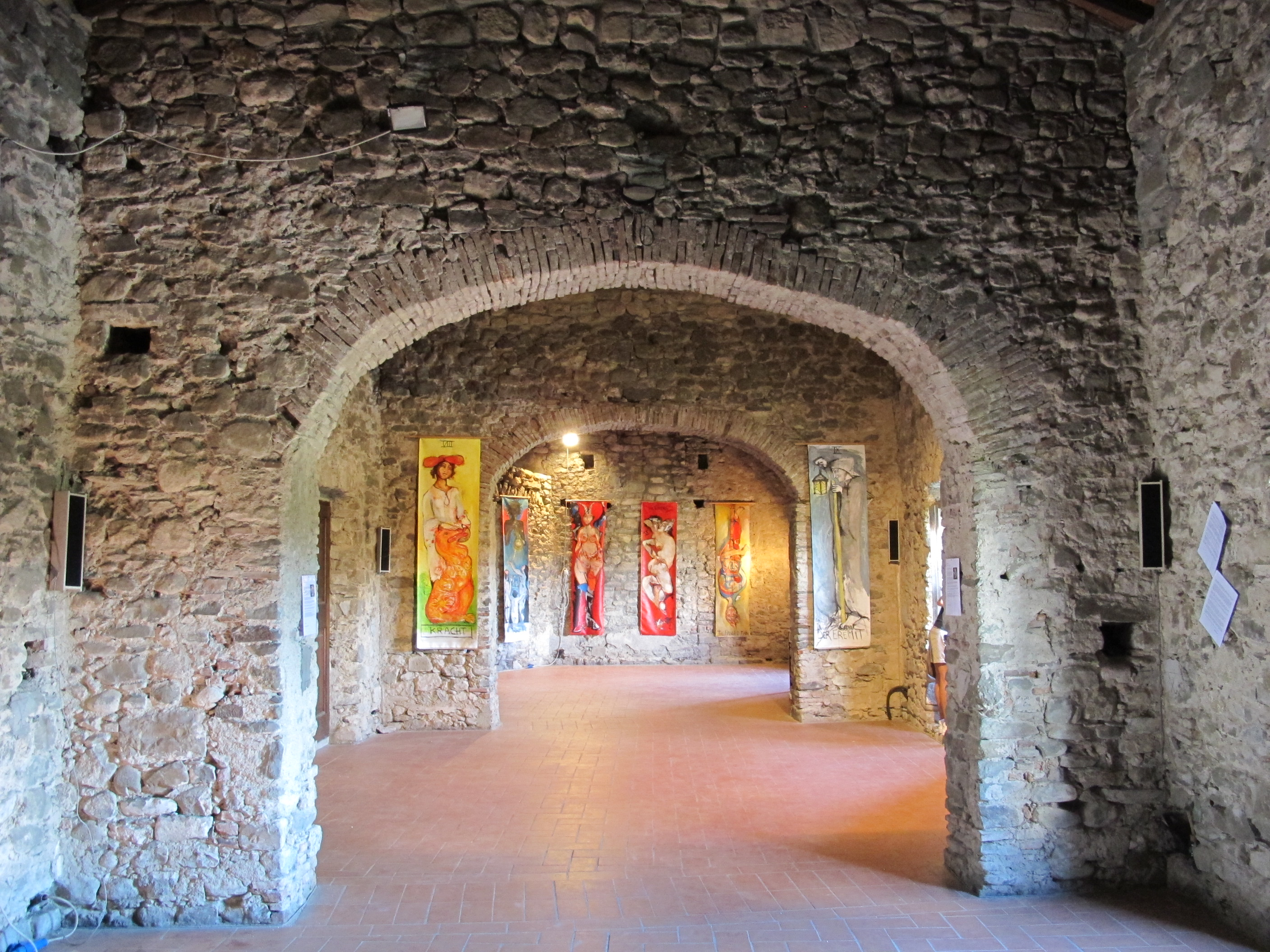